# Regioni del Ghana

Regioni amministrative del Ghana

Le regioni del Ghana sono la suddivisione territoriale di primo livello del Paese e sono 16, a seguito del referendum del 27 dicembre 2018, che confermò la creazione di 6 nuove regioni rispetto alla suddivisione del 1987.

## Lista
| Localizzazione                  | Bandiera | Regione                            | Capoluogo        | Popolazione (2010) | Superficie (km²) |
| ------------------------------- | -------- | ---------------------------------- | ---------------- | ------------------ | ---------------- |
| Ahafo_in_Ghana_2018.svg         |          | Ahafo                              | Goaso            |                    | 5 193            |
| Ashanti in Ghana 2018.svg       |          | Ashanti                            | Kumasi           | 4 780 380          | 24 389           |
|                                 |          | Bono                               | Sunyani          |                    | 11 107           |
| Bono East in Ghana 2018.svg     |          | Bono Est                           | Techiman         |                    | 23 257           |
| Central in Ghana 2018.svg       |          | Centrale (Central)                 | Cape Coast       | 2 201 863          | 9 826            |
| Eastern in Ghana 2018.svg       |          | Orientale (Eastern)                | Koforidua        |                    | 19 323           |
| Greater Accra in Ghana 2018.svg |          | Grande Accra (Greater Accra)       | Accra            |                    | 3 245            |
| Northern in Ghana 2018.svg      |          | Settentrionale (Northern)          | Tamale           |                    | 25 448           |
| North East in Ghana 2018.svg    |          | Nord Est (North East)              | Nalerigu         |                    | 9 074            |
| Oti in Ghana 2018.svg           |          | Oti                                | Dambai           |                    | 11 066           |
| Savannah in Ghana 2018.svg      |          | Savannah                           | Damongo          |                    | 35 862           |
| Upper East in Ghana 2018.svg    |          | Orientale Superiore (Upper East)   | Bolgatanga       | 8 842              |                  |
| Upper West in Ghana 2018.svg    |          | Occidentale Superiore (Upper West) | Wa               |                    | 18 476           |
| Volta in Ghana 2018.svg         |          | Volta                              | Ho               |                    | 9 504            |
| Western in Ghana 2018.svg       |          | Occidentale (Western)              | Sekondi-Takoradi |                    | 13 847           |
| Western North in Ghana 2018.svg |          | Nordoccidentale (Western North)    | Wiawso           |                    | 10 074           |